# توني لايتون
توني لايتون (بالإنجليزية: Tony Leighton)‏ هو لاعب كرة قدم ومدرب كرة قدم بريطاني في مركز الهجوم، ولد في 27 نوفمبر 1939 في ليدز في المملكة المتحدة، وتوفي في 4 أبريل 1978. لعب مع برادفورد سيتي وليدز يونايتد ونادي بارنسلي ونادي دونكاستر روفرز وهدرسفيلد تاون.